# Edgar Schneider
Edgar Schneider (Pforzheim, 17 de agosto de 1949) es un exfutbolista alemán que jugaba como delantero.

## Carrera
Disputó 66 partidos en la primera división alemana, 91 encuentros en la segunda división alemana y 7 partidos y 3 goles en la Liga de Campeones de la UEFA.

## Palmarés
- Bundesliga (3): 1972, 1973,1974.
  - Subcampeón (1): 1971
- Copa de Alemania: 1971.
- Copa de Europa: 1974.